# D'Abbadie d'Ithorrotz
D'Abbadie d'Ithorrotz is een sinds 1732 tot de Franse adel behorend geslacht.

## Geschiedenis
De familie d'Abbadie d'Ithorrotz is afkomstig uit Béarn in Gascogne en heeft een bewezen stamreeks die teruggaat tot in de 16e eeuw en begint met de in 1540 vermelde Armand d'Aguerremayor. Adel werd verkregen wegens de functie van raad bij het parlement van Navarre in 1747. Opname in de staten van Béarn vond plaats in 1768.
Het geslacht werd ingeschreven bij de ANF onder nummer 2189. In 2007 leefden nog twaalf mannelijke afstammelingen. In 1992 woonde het hoofd van het geslacht, baron Bertrand d'Abbadie d'Ithorrotz, op het familiekasteel van Ithorrotz in Aroue-Ithorots-Olhaïby.